# Wasserkraftwerk Cheves
Das Wasserkraftwerk Cheves (spanisch Central Hidroeléctrica Cheves) befindet sich im Einzugsgebiet des Río Huaura im zentralen Westen von Peru, 130 Kilometer nördlich der Landeshauptstadt Lima. Das Kraftwerk liegt im Distrikt Checras in der Provinz Huaura der Verwaltungsregion Lima. Das zwischen 2011 und 2015 realisierte Wasserkraftprojekt kostete 250 Millionen US-Dollar. Betreiber der Anlage ist Statkraft.

## Wasserkraftwerk
Das Wasserkraftwerk befindet sich in der peruanischen Westkordillere 75 Kilometer von der Pazifikküste entfernt. Das Kavernenkraftwerk liegt im linken Talhang des Río Huaura bei Flusskilometer 92. Die Siedlung Churín liegt 13 Kilometer ostnordöstlich der Anlage. Das Kraftwerk wurde im August 2015 in Betrieb genommen. Der Maschinenraum befindet sich in einer 60 Meter langen, 16 Meter breiten und 32 Meter hohen Kammer. Eine weitere Kammer (28 Meter × 11 Meter × 14 Meter) beherbergt die Transformatoren. Das Kraftwerk ist über einen etwa 1000 Meter langen Zugangstunnel (⊙) erreichbar. Das Wasserkraftwerk ist mit zwei vertikal gerichteten Pelton-Turbinen ausgestattet. Die installierte Gesamtleistung beträgt 171 Megawatt. Die durchschnittliche jährliche Energieproduktion liegt bei 837 Gigawattstunden. Das Kraftwerk nutzt eine Netto-Fallhöhe von 597 Metern. Die Ausbauwassermenge beträgt 33 Kubikmeter pro Sekunde. Unterhalb des Kraftwerks wird das Wasser über einen 3,3 Kilometer langen Abflusstunnel (⊙) dem Río Huaura zugeführt.

## Wehr am Río Huaura
12 Kilometer flussaufwärts befindet sich ein Wehr (⊙) am Río Huaura. Von diesem führt ein 2,6 Kilometer langer Tunnel zum Stausee der Talsperre Checras am linken Nebenfluss Río Checras.

## Talsperre Checras
Die Talsperre Checras (⊙) liegt am Río Checras, anderthalb Kilometer oberhalb dessen Mündung in den Río Huaura. Der Beton-Staudamm ist 21 Meter hoch und 140 Meter lang. Der Stausee besitzt eine maximale Wasserfläche von 7 Hektar, das Speichervolumen liegt bei 580.000 Kubikmeter. Unterhalb der Talsperre befindet sich auf der linken Talseite ein Absetzbecken. Anschließend wird das Wasser über einen 9,7 Kilometer langen Tunnel zu einem unterirdischen Ausgleichsbehälter geführt. Von diesem führt ein Druckstollen zum Kavernenkraftwerk.   

## Ausgleichsbecken Picunche
Bei Flusskilometer 79, 11 Kilometer unterhalb der Einleitungsstelle, befindet sich ein Staudamm (⊙) am Río Huaura. Der 11,5 Meter hohe und 155 Meter lange Erd- und Beton-Damm reguliert den Abfluss des Río Huaura. Das Ausgleichsbecken Picunche besitzt eine maximale Wasserfläche von 10 Hektar sowie ein Fassungsvermögen von 414.000 Kubikmetern. Unterhalb des Staudamms soll der Fluss ein möglichst naturnahes Abflussverhalten aufweisen.